# Grote Scheldeprijs 1981
Il Grote Scheldeprijs 1981, sessantasettesima edizione della corsa, si svolse il 28 luglio per un percorso di 242 km, con partenza ed arrivo a Schoten. Fu vinto dall'olandese Ad Wijnands della squadra Ti-Raleigh-Creda davanti ai belgi Willy Teirlinck e Jos Jacobs.

## Ordine d'arrivo (Top 10)
| Pos. | Corridore             | Squadra              | Tempo    |
| ---- | --------------------- | -------------------- | -------- |
| 1    | Ad Wijnands           | Ti-Raleigh-Creda     | 5h38'00" |
| 2    | Willy Teirlinck       | Boston-Mavic         | a 10"    |
| 3    | Jos Jacobs            | Capri Sonne          | a 25"    |
| 4    | Adrie van der Poel    | DAF Trucks-Cote d'Or | s.t.     |
| 5    | Adrie van Houwelingen | Vermeer-Thijs        | s.t.     |
| 6    | Leo Van Thielen       | Eurobouw             | s.t.     |
| 7    | Johan van der Velde   | Ti-Raleigh-Creda     | s.t.     |
| 8    | Robert McIntosch      | Fangio-Sapeco-Mavic  | s.t.     |
| 9    | Gery Verlinden        | Boule d'Or-Sunair    | s.t.     |
| 10   | Frank Hoste           | Ti-Raleigh-Creda     | s.t.     |